# Liste der Monuments historiques in Laneuveville-devant-Nancy
Die Liste der Monuments historiques in Laneuveville-devant-Nancy führt die Monuments historiques in der französischen Gemeinde Laneuveville-devant-Nancy auf.

## Liste der Immobilien
| Bezeichnung                 | Beschreibung                                                                               | Standort                  | Kennzeichnung | Schutzstatus           | Datum               | Bild           |
| --------------------------- | ------------------------------------------------------------------------------------------ | ------------------------- | ------------- | ---------------------- | ------------------- | -------------- |
| Château de Montaigu         | ab 1757 erbaut, um 1869 erweitert; Kapelle Notre-Dame-de-Montaigu von 1625; mit Parkanlage | Avenue de Montaigu (Lage) | PA00106055    | Inscrit Classé Inscrit | 1934 1957 1958 1998 | weitere Bilder |
| Château de l’Abbé de Bouzey | zwischen 1750 und 1760 erbaut; mit Parkanlage                                              | 7 rue Jeannequin (Lage)   | PA00106054    | Classé                 | 1958                |                |
| Papeterie de la Rochette    | Heizwerk der Papierfabrik, 1946                                                            | Rue Lucien-Galtier (Lage) | PA54000075    | Inscrit                | 2012                |                |

## Liste der Objekte
| Bezeichnung                                        | Beschreibung | Standort                                        | Kennzeichnung | Schutzstatus   | Datum | Bild |
| -------------------------------------------------- | --- | ----------------------------------------------- | ------------- | -------------- | ----- | ---- |
| Skulpturengruppe Amoretten als Vermesser           | Stein, 18. Jahrhundert | im Park des Château de Montaigu (Lage)          | PM54000337    | Classé         | 1936  |      |
| Pietà                                              | Holz, farbig gefasst und vergoldet, Ende des 15. Jahrhunderts                                                                 | in der Kapelle Notre-Dame-de-Montaigu (Lage)    | PM54000324    | Classé         | 1936  |      |
| Gemälde Kreuzabnahme                               | Ölfarbe auf Holz, um 1500, nach Roger van der Weyden                                                                          | in der Kapelle Notre-Dame-de-Montaigu (Lage)    | PM54000325    | Classé         | 1936  |      |
| 16 Ziervasen                                       | Gusseisen, 18. Jahrhundert | im Park des Château de Montaigu (Lage)          | PM54000342    | Classé         | 1936  |      |
| Relief Enthauptung von Johannes dem Täufer         | Holz, farbig gefasst, versilbert und vergoldet, zweite Hälfte des 15. Jahrhunderts                                            | in der Kapelle Notre-Dame-de-Montaigu (Lage)    | PM54000327    | Classé         | 1936  |      |
| Skulpturengruppe Fischende Amoretten               | Stein, 18. Jahrhundert | im Park des Château de Montaigu (Lage)          | PM54000334    | Classé         | 1936  |      |
| Skulpturengruppe Jagende Amoretten                 | Stein, 18. Jahrhundert | im Park des Château de Montaigu (Lage)          | PM54000335    | Classé         | 1936  |      |
| Skulpturengruppe Venus und Amor                    | Stein, 18. Jahrhundert | im Park des Château de Montaigu (Lage)          | PM54000339    | Classé         | 1936  |      |
| Zwei Reliquiare                                    | Holz, vergoldet, 18. Jahrhundert                                                                                              | in der Kirche Notre-Dame-de-l’Assomption (Lage) | PM54000343    | Classé         | 1983  |      |
| Skulpturengruppe Amoretten mit Widder              | Stein, 18. Jahrhundert | im Park des Château de Montaigu (Lage)          | PM54001608    | Classé         | 1936  |      |
| Skulptur Betender Engel                            | Holz, farbig gefasst, versilber und vergoldet, zweite Hälfte des 16. Jahrhunderts, aus der Schule von Ligier Richier          | in der Kapelle Notre-Dame-de-Montaigu (Lage)    | PM54000326    | Classé         | 1936  |      |
| Zwei Leuchterengel                                 | Holz, farbig gefasst und vergoldet, Ende des 15. Jahrhunderts                                                                 | in der Kapelle Notre-Dame-de-Montaigu (Lage)    | PM54000329    | Classé         | 1936  |      |
| Gemälde Christus erscheint den Frauen am Grab      | Ölfarbe auf Holz, 16. Jahrhundert                                                                                             | in der Kapelle Notre-Dame-de-Montaigu (Lage)    | PM54000330    | Classé         | 1936  |      |
| Zwei Ziervasen                                     | Stein, 18. Jahrhundert | an der Terrasse des Château de Montaigu (Lage)  | PM54000341    | Classé         | 1936  |      |
| Hauptaltar                                         | Altartisch, Altaraufbau und Retabel; Holz, farbig gefasst und vergoldet, zwischen 1720 und 1750; aus der Kartause Bosserville | in der Kirche Notre-Dame-de-l’Assomption (Lage) | PM54000344    | Classé Inscrit | 1983  |      |
| Liturgische Gewänder                               | Kasel, Manipel, Stola, Kelchvelum und Bursa; Seide, bestickt, Goldfaden, zweite Hälfte des 18. Jahrhunderts                   | in der Kirche Notre-Dame-de-l’Assomption (Lage) | PM54000345    | Classé         | 1983  |      |
| Skulpturengruppe Amoretten mit Gamsbock            | Stein, 18. Jahrhundert | im Park des Château de Montaigu (Lage)          | PM54001607    | Classé         | 1936  |      |
| Vier Kirchenfenster                                | aus dem 16. Jahrhundert | in der Kapelle Notre-Dame-de-Montaigu (Lage)    | PM54000328    | Classé         | 1936  |      |
| Skulptur Madonna mit Kind                          | Stein, zweite Hälfte des 15. Jahrhunderts                                                                                     | in der Kapelle Notre-Dame-de-Montaigu (Lage)    | PM54000331    | Classé         | 1936  |      |
| Gemälde Maria und Elisabeth mit Jesus und Johannes | Ölfarbe auf Holz, Anfang des 16. Jahrhunderts, aus dem Umfeld von Martin Schongauer                                           | im Château de Montaigu (Lage)                   | PM54000332    | Classé         | 1936  |      |
| Zwei Skulpturen Kämpfende Gladiatoren              | Stein, 18. Jahrhundert | im Park des Château de Montaigu (Lage)          | PM54000333    | Classé         | 1936  |      |
| Skulpturengruppe Amoretten als Geografen           | Stein, 18. Jahrhundert | im Park des Château de Montaigu (Lage)          | PM54000336    | Classé         | 1936  |      |
| Skulpturengruppe Amor und die Torheit              | Stein, 18. Jahrhundert | im Park des Château de Montaigu (Lage)          | PM54000338    | Classé         | 1936  |      |
| Zwei Ziervasen Amor mit Chimäre                    | Stein, 18. Jahrhundert | an der Terrasse des Château de Montaigu (Lage)  | PM54000340    | Classé         | 1936  |      |